# Castel San Vincenzo
Castel San Vincenzo ist eine italienische Gemeinde (comune) in der Provinz Isernia in der Region Molise und hat 433 Einwohner (Stand 31. Dezember 2023). Die Gemeinde liegt etwa 15,5 Kilometer nordwestlich von Isernia am Volturno und am Nationalpark Abruzzen, Latium und Molise und grenzt an die Provinz Frosinone (Latium). Etwas südlich der eigentlichen Ortschaft liegt der Lago di Castel San Vincenzo, ein künstliches Wasser-Reservoir mit einem Fassungsvermögen von 10 Millionen Kubikmetern (Fläche: 6,14 Quadratkilometer).

## Verkehr
Durch die Gemeinde führt die frühere Strada Statale 158dir della Valle del Volturno (heute eine Provinzstraße) von Alife nach Guardiaregia.